# Synichotritiidae
Synichotritiidae zijn  een familie van mijten. Bij de familie zijn 4 geslachten met circa 15 soorten ingedeeld.